# Чарлі-Бойс-Медов 3
Чарлі-Бойс-Медов 3 (англ. Charley Boy's Meadow 3) — індіанська резервація в Канаді, у провінції Британська Колумбія, у межах регіонального округу Карібу.

## Населення
За даними перепису 2016 року, індіанська резервація не ма постійного населення.

## Клімат
Середня річна температура становить 2,1°C, середня максимальна – 19,2°C, а середня мінімальна – -19,5°C. Середня річна кількість опадів – 362 мм.
| Клімат поселення                              | Клімат поселення | Клімат поселення | Клімат поселення | Клімат поселення | Клімат поселення | Клімат поселення | Клімат поселення | Клімат поселення | Клімат поселення | Клімат поселення | Клімат поселення | Клімат поселення | Клімат поселення |
| Показник                                      | Січ.             | Лют.             | Бер.             | Квіт.            | Трав.            | Черв.            | Лип.             | Серп.            | Вер.             | Жовт.            | Лист.            | Груд.            |                  |
| Середній максимум, °C                         | −3,98            | 0,04             | 5,57             | 10,78            | 15,30            | 19,00            | 19,17            | 18,90            | 14,58            | 9,10             | 1,57             | −5,68            |                  |
| Середня температура, °C                       | −11,73           | −7,73            | −2,2             | 3,03             | 7,54             | 11,26            | 13,68            | 13,40            | 9,09             | 3,60             | −3,9             | −11,16           |                  |
| Середній мінімум, °C                          | −19,49           | −15,46           | −9,91            | −4,72            | −0,22            | 3,50             | 8,19             | 7,92             | 3,61             | −1,88            | −9,42            | −16,64           |                  |
| Норма опадів, мм                              | 27               | 15               | 13               | 18               | 32               | 46               | 46               | 39               | 30               | 31               | 35               | 30               |                  |
| Середньомісячна швидкість вітру, м/с          | 1.50             | 1.70             | 2.00             | 2.20             | 2.20             | 2.20             | 2.10             | 1.90             | 1.80             | 1.90             | 1.80             | 1.50             |                  |
| Середньомісячна сонячна радіація, кДж/м²·день | 2841             | 5543             | 10247            | 14846            | 18365            | 19954            | 20253            | 17140            | 11815            | 6444             | 3143             | 2086             |                  |
| --------------------------------------------- | ---------------- | ---------------- | ---------------- | ---------------- | ---------------- | ---------------- | ---------------- | ---------------- | ---------------- | ---------------- | ---------------- | ---------------- | ---------------- |
| Джерело:                                      |                  |                  |                  |                  |                  |                  |                  |                  |                  |                  |                  |                  |                  |